# كريغ دي ميلر
كريغ دي ميلر (بالإنجليزية: Craig D. Miller)‏ مواليد 10 مارس 1963 في كاليفورنيا، هو لاعب كرة مضرب أمريكي سابق وكان يلعب باليد اليمنى. أعلى تصنيف له في الفردي كان المركز الـ 632 في سنة 1987. أعلى تصنيف له في الزوجي كان المركز الـ 220 في سنة 1987.